# 석곡아족
석곡아족(石斛亞族, 학명: Dendrobiinae 덴드로비이나이[*])은 이삭단엽란족의 아족이다.

## 하위 분류
- 석곡속(Dendrobium Sw.)
- 콩짜개란속(Bulbophyllum Thouars)